# Laissez Faire Books

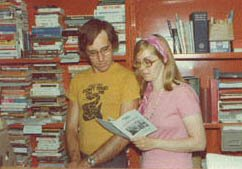
John Muller och Sharon Presley, grundare av Laissez Faire Books, år 1972.

Laissez Faire Books (LFB) var en libertariansk bokhandlare och förläggare som grundades 1972 av John Muller och Sharon Presley, och ursprungligen baserad i New York City. Från 1982 till 2007 verkade Laissez Faire Books som en division av de ideella organisationerna Center for Independent Thought och Center for Libertarian Thought, båda ledda av Andrea Millen Rich. Klassiska och samtida verk av libertarianism publicerades under förlaget Fox & Wilkes Books.
Bokhandelns ägande övergick till International Society for Individual Liberty i november 2007, och arkivhandlingar före ISILs ägande bevarades av Hoover Institution vid Stanford University. I mars 2011 förvärvade Agora Financial Laissez Faire Books men började använda varumärket för andra ändamål.

## Historia
Laissez Faire Books grundades i New York 1972 av John Muller och Sharon Presley. Muller, en civilingenjör, kom på idén till Laissez Faire Books. Muller hittade platsen för Laissez Faire bokhandel och konstgalleri på Mercer Street i Greenwich Village, New York City, sent 1971. Tillsammans med Presley, en doktorand i psykologi vid CUNY Graduate Center, skickade Muller deras första flygblad till ungefär tusen personer vars namn de hade sammanställt från sina kontakter runt om i landet. Den officiella öppningen ägde rum den 4 mars 1972 och besöktes av lokala libertarianska författare och tänkare, inklusive Murray Rothbard, Roy A. Childs Jr. och Jerome Tuccille.[källa behövs]
Från 1982 till 2005 leddes LFB av Andrea Millen Rich, som tillsammans med sin make Howard Rich även utvecklade postorderverksamheten.
I Radicals for Capitalism, en historia om den libertarianska rörelsen, skriver Brian Doherty "Butiken blev ett viktigt socialt centrum för rörelsen i Amerikas största stad, en plats där alla resande libertarianer kunde stanna till för sällskap och stöd..."

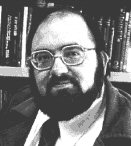
Roy A. Childs Jr.

Den 17 mars 2011 meddelade Agora Financial, LLC, ett utgivare av böcker och nyhetsbrev om ekonomi och investeringar, att de hade förvärvat Laissez Faire Books från International Society for Individual Liberty (ISIL). År 2017 erbjöd dock webbplatsen LFB.org inte längre böcker till salu.
Laissez Faire Books arkivregister ("korrespondens, memoranda, finansiella register, kataloger, annat tryckt material och fotografier, relaterade till libertarianism och publicering i USA") för perioden 1959-2008 förvaras på Hoover Institution Library vid Stanford University.

## Fox & Wilkes Books
Laissez Faire Books hade tidigare en separat bokutgivningsgren: Fox & Wilkes Books, uppkallad efter två brittiska klassiska liberaler från 1700-talet, Charles James Fox och John Wilkes. Fox & Wilkes publicerade verk av samtida libertarianska författare och återutgav klassiska libertarianska böcker som var slutsålda.